# 天主教雷日斯特鲁教区
天主教雷日斯特魯教區（拉丁語：Dioecesis Registrensis），是巴西一個天主教教區，位於聖保羅州南部，包括十四個市。屬索羅卡巴總教區。
教區成立於教區成立於1974年1月19日，2004年教區有教友137,091人，佔總人口47.3%。有十五個堂區、司鐸廿一人。現任教區主教為若瑟·路易斯·貝爾塔尼亞。